# Kevin Pollak
Kevin Elliot Pollak (San Francisco, 30 oktober 1957) is een Amerikaans acteur en komiek. Bekend is hij van zijn ondersteunende rol naast advocaat Daniel Kaffee (Tom Cruise) in de film A Few Good Men uit 1992. Hij won in 1995 een National Board of Review Award samen met de gehele cast van The Usual Suspects, waarin hij Todd Hockney  speelde. Hij werd in 1999 individueel genomineerd voor een Golden Satellite Award voor zijn eenmalige gastrol als Joe Shea in de twaalfdelige miniserie From the Earth to the Moon
Pollak debuteerde in 1987 op het witte doek als Officer Quinn in de komedie Million Dollar Mystery. Sindsdien speelde hij rollen in meer dan 55 andere films, meer dan 65 inclusief televisiefilms. Hoewel hij van oorsprong komiek is, speelt hij daarin ook bloedserieuze en/of kwaadaardige personages. Tot zijn vaardigheden als komiek vallen onder meer die van stand-upcomedy en het imiteren van beroemdheden en televisiepersonages, zoals Christopher Walken en James T. Kirk.
Pollak trouwde in 1995 met actrice Lucy Webb.

## Filmografie
*Exclusief 5+ televisiefilms
| - 3 Geezers! (2013) - Chez Upshaw (2013) - The Magic of Belle Isle (2012) - Columbus Circle (2012) - The Big Year (2011) - Red State (2011) - Choose (2011) - Cop Out (2010) - Middle Men (2009) - 2:13 (2009) - Tortured (2008) - Tropic Thunder (2008) - Picture This! (2008) - Otis (2008) - Numb (2007) - The Santa Clause 3: The Escape Clause (2006) - Niagara Motel (2006) - Magnificent Desolation: Walking on the Moon 3D (2005, stem) - Hostage (2005) - Our Time Is Up (2004) - The Whole Ten Yards (2004) - Seven Times Lucky (2004) - Blizzard (2003) - Rolling Kansas (2003) - The Santa Clause 2 (2002) - Mother Ghost (2002) - Juwanna Mann (2002) - Frank McKlusky, C.I. (2002) - Stolen Summer (2002) - Dr. Dolittle 2 (2001) - 3000 Miles to Graceland (2001) - The Wedding Planner (2001) | - Steal This Movie (2000) - The Whole Nine Yards (2000) - End of Days (1999) - Deterrence (1999) - The Sex Monster (1999) - She's All That (1999) - Deal of a Lifetime (1999) - Outside Ozona (1998) - Hoods (1998) - Buffalo '66 (1998) - Truth or Consequences, N.M. (1997) - That Thing You Do! (1996) - House Arrest (1996) - Chameleon (1996) - Grumpier Old Men (1995) - Casino (1995) - Canadian Bacon (1995) - Miami Rhapsody (1995) - The Usual Suspects (1995) - Clean Slate (1994) - Extra Terrorestrial Alien Encounter (1994) - Grumpy Old Men (1993) - Wayne's World 2 (1993) - Indian Summer (1993) - A Few Good Men (1992) - The Opposite Sex and How to Live with Them (1992) - Ricochet (1991) - Another You (1991) - L.A. Story (1991) - Avalon (1990) - Willow (1988) - Million Dollar Mystery (1987) |

## Televisieseries
*Exclusief eenmalige gastrollen
- Billions - Douglas Mason[1] (2019, 5 afleveringen)
- Shark - D.A. Leo Cutler (2007-2008, 8 afleveringen)
- The Lost Room -Karl Kreutzfeld (2006, 3 afleveringen)
- The Drew Carey Show - Mr. Bell (1995-1996, 6 afleveringen)
- Morton & Hayes -Chick Morton (1991, 6 afleveringen)
- Coming of Age - Brian Brinker (1988-1989, 15 afleveringen)